# Stazione di Mimmole
Stazione di Mimmole vasútállomás Olaszországban, Fiesole település Caldine frazionéjának Mimmole nevű részében.

## Vasútvonalak
Az állomást az alábbi vasútvonalak érintik:
- Firenze–Faenza-vasútvonal

## Kapcsolódó állomások
A vasútállomáshoz az alábbi állomások vannak a legközelebb:
- Stazione di Montorsoli
- Stazione di Fiesole-Caldine